# Anastatus catalonicus
Anastatus catalonicus är en stekelart som beskrevs av Bolivar y Pieltain 1935. Anastatus catalonicus ingår i släktet Anastatus och familjen hoppglanssteklar.
Artens utbredningsområde är:
- Frankrike.
- Tyskland.
- Spanien.

Inga underarter finns listade i Catalogue of Life.